# Google Earth
Google Earth er et computerprogram som præsenterer satellit- og luftfotos af alle egne af Jorden som en "virtuel" globus. Det var tidligere kendt under navnet Keyhole, men det blev opkøbt af Google, som ændrede navnet til Google Earth.
Billedmaterialet ligger centralt på en server, hvorfra Google Earth-programmet henter billederne af de områder som brugeren ønsker at se. Man kan vende og dreje billedet, eller få terrænets "relief" vist i 3D, og man kan sætte såkaldte placemarks™; en slags "elektronisk tegnestift" i landkortet, så man nemt kan finde tilbage til den position som "tegnestiften" markerer.
Detaljeringsgraden varierer afhængigt af hvilken egn af kloden man kigger på: Googles eget hovedkvarter er afbildet så detaljeret at man kan se detaljer ned til en centimeter. Den 28. februar 2007 blev Danmark opdateret med kort fra Scankort, med en detaljeringsgrad på 50 cm 
.
Fra version 5.0 er havbunden også præsenteret i 3D. Der er tillige adgang til historiske luftfotos en række steder.